# Fék nélkül
A Fék nélkül (eredeti cím: Premium Rush) 2012-ben bemutatott amerikai akcióthriller, melyet David Koepp rendezett. A főszerepben Joseph Gordon-Levitt, Michael Shannon, Dania Ramírez és Jamie Chung látható.
2012. augusztus 24-én mutatta be a Columbia Pictures.

## Cselekmény
Manhattanben egy biciklis futár felvesz egy küldeményt, amelyet egy korrupt rendőr is meg akar kaparintani.

## Szereplők
| Szereplő        | Színész              | Magyar hang       |
| --------------- | -------------------- | ----------------- |
| Wilee           | Joseph Gordon-Levitt | Molnár Levente    |
| Vanessa         | Dania Ramírez        | Nemes Takách Kata |
| Bobby Monday    | Michael Shannon      | Karácsonyi Zoltán |
| Nima            | Jamie Chung          | Molnár Ilona      |
| Manny           | Wolé Parks           | Varga Rókus       |
| Raj             | Aasif Mandvi         | Láng Balázs       |
| Tito            | Anthony Chisholm     | Melis Gábor       |
| Biciklis rendőr | Christopher Place    | Juhász Zoltán     |
| Nyomozó         | Sebastian La Cause   | Kapácsy Miklós    |
| Mr. Leung       | Henry O              | Csuha Lajos       |

### Szinkronstáb
| Magyar változat munkatársai | Magyar változat munkatársai |
| --------------------------- | --------------------------- |
| Magyar szöveg               | Tibély Krisztin             |
| Hangmérnök                  | Kis Pál                     |
| Vágó                        | Kis Pál                     |
| Gyártásvezető               | Kincses Tamás               |
| Szinkronrendező             | Mester Ágnes                |
| Szinkronstúdió              | Mafilm Audio Kft.           |
| Forgalmazó                  | InterCom                    |